# Truus de Groot
Pour les articles homonymes, voir De Groot.
Truus de Groot, née à Eindhoven, plus connue sous le nom de scène Truus, est une artiste néerlandaise faisant de la musique expérimentale et vivant et travaillant aux États-Unis.
Truus de Groo est une joueuse de premier plan de kraakdoos (en).

## Biographie
Truus de Groot commence sa carrière avec de Foolsband, qui est le précurseur du groupe Doe Maar. Elle fonde ensuite, à la fin des années 1970, le groupe expérimental Nasmak (nl), puis + Instruments, avec lequel elle part en Amérique. De nouveaux membres rejoignent le groupe dont Lee Ranaldo (futur Sonic Youth) et David Linton. Avec Jim Duckworth du Gun-Club et Jim Sclavunos (brièvement membre de Sonic Youth et plus tard batteur des Cramps et de Nick Cave), elle fonde le groupe punkabilly Trigger & The Thrill. Elle travaille ensuite avec Rhys Chatham. Dans les années 1990, elle publie plusieurs albums solo. Elle interprète une des dix-neuf versions de Daisy Bell reprises sur l'album concept sorti le 13 mai 2014, The Music Gay Nineties Old Tyme: Daisy Bell initié par le peintre Mark Ryden.
Truus de Groot est la partenaire de l'artiste Bosko.

## Discographie sélective
- Muzotica
- Rancho Exotica
- Ritualis